# 에바 이오네스코
에바 이오네스코(Eva Ionesco, 1965년 7월 18일 ~ )는 프랑스의 배우, 영화 감독, 영화 각본가이다.

## 출연 작품
- 골든 유스 (2019)
- 비올레타 (2011)
- 애딕티드 (2008)
- 프롬나드 (2007)
- 보이지 않는 사랑 (2005)
- 루저 테이크 올! (2003)
- 라빠르망 (1996)
- 유년의 사랑 (1977)
- 테넌트 (1976)